# Misamis Occidental
Misamis Occidental (cebuano: Kasadpang Misamis) es una provincia en la región de Mindanao del Norte en Filipinas. Su capital es Oroquieta.

## División administrativa
Políticamente la provincia de Misamis Occidental se divide en 14 municipios, 3 ciudades y 504 barrios.
Consta de 2 distritos para las elecciones al Congreso.
| Ciudad/Municipio                               | Nº de Barrios | Población (2010) | Área (km²) | Código    |
| ---------------------------------------------- | ------------- | ---------------- | ---------- | --------- |
| Alorán                                         | 38            | 26.630           | 118.06     | 104201000 |
| Baliangao                                      | 15            | 16.155           | 81,72      | 104202000 |
| Bonifacio                                      | 28            | 30.904           | 155,02     | 104203000 |
| Calamba                                        | 19            | 21.005           | 104,64     | 104204000 |
| Clarín                                         | 29            | 35.573           | 84,50      | 104205000 |
| Concepción                                     | 18            | 7.410            | 61,60      | 104206000 |
| Jiménez                                        | 24            | 25.234           | 81,43      | 104207000 |
| Manella (López Jaena)                          | 28            | 23.767           | 94,70      | 104208000 |
| Ciudad de Oroquieta                            | 47            | 68.945           | 237,88     | 104209000 |
| Ciudad de Ozámiz                               | 51            | 131.527          | 169,95     | 104210000 |
| Panaón                                         | 16            | 10.176           | 46,80      | 104211000 |
| Plaridel                                       | 33            | 35.251           | 80,00      | 104212000 |
| Sapang Dalaga                                  | 28            | 16.431           | 93,93      | 104213000 |
| Sinacabán                                      | 17            | 18.597           | 99,09      | 104214000 |
| Ciudad de Tangub (Regidor)                     | 55            | 59.892           | 162,78     | 104215000 |
| Tudela                                         | 33            | 27.371           | 98,52      | 104216000 |
| Don Victoriano Chiongbian (Don Mariano Marcos) | 11            | 9.774            | 284,60     | 104217000 |

## Economía
La economía depende primeramente a la pesca, segundamente al coco y terceramente al arroz. Tangub es un puerto pesquero y está conocido por sus mariscos. Los otros productos incluyen maíz, abacá, café, cacao y hule

## Idioma
El cebuano es el idioma principal de la provincia.

## Historia
El 2 de noviembre de 1929, durante la ocupación estadounidense de Filipinas,  Misamis fue dividida en dos provincias: Misamis Oriental y Misamis Occidental.
Misamis Occidental comprende nueve municipios: Baliangao, López Jaena, Tudela, Clarín, Plaridel, Oroquieta, Alorán, Jiménez y Misamis.
Posteriormente la provincia comprende los municipios de Aloran, Baliangao, Bonifacio, Clarín, Jiménez, Lopez-Jaena, Misamis, Oroquieta (capital de la provincia), Plaridel, Tangub y Tudela.
La ciudad de Misamis cambia su nombre por el de Ozámiz en honor del senador José Fortich Ozámiz (1898-1944) decapitado por los japoneses  por su participación en el movimiento de resistencia durante la Segunda Guerra Mundial. 
El 3 de septiembre de 1947 fue creado el municipio de Calamba, formado por los barrios de Calamba, Libertad, Dapacan, Mauswagon, Sulipat, Bonifacio y Siloy; y los sitios de Laknapan, Sulipat, Calaran, Calaran Calamba, Magcamiguing Langob, Langob Buenavista, Bonawan, Dapacan Bonawan, Salvador, Saliak Sulipat, Napisik Sulipaty Baloncan Bonifacio, todos hasta ahora pertenecientes al municipio de Plaridel.
El 30 de agosto de 1949 fue creado el municipio de Sinacabán, formado por los barrios de Sinacaban, sede del consistorio, Sinonoc, Libertad, parte sur del barrio de Macabayao, y los sitios de Tipan, Katipunan, Estrella, Flores, Senior, Adorable, San Isidro, Cagayanon, Kamanse, Kulupan y Libertad Alto, todos hasta ahora pertenecientes al municipio de Jiménez.
El 12 de agosto de 1957 fue creado el municipio de Sapang Dalaga, formado por los barrios de Sapang Dalaga, Casul, Caluya, Guinabut, Bautista y Sina-ad, todos hasta ahora pertenecientes al municipio de Baliangao.
El 18 de junio de 1966 fue creado el municipio de Panaón, formado por los barrios de Panaon, Baga, Map-an, Salimpuno, Sumasap, Magsaysay, Bangko, Manaol, San Juan, San Roque, Lutao, De la Paz, Mohon, Tagwanao y Camanucan, todos hasta ahora pertenecientes al municipio de Jiménez.
El 4 de agosto de 1969 fue creado el municipio de Pines, formado por el barrio del mismo nombre y los de Buenavista, Apil, Malindang, San Vicente Bajo, San Vicente Alto, Bolibol, Dullan Sur, Dullan Norte, Dolipos Bajo y Dolipos Alto. Su término fue segregado del de Oroquieta.
El  8 de febrero de  1982 fue creado el municipio de Don Mariano Marcos agrupando los siguientes barrios y sitios:  Bagong Clarín del municipio de Clarín; Tuno, Lalud y Lampasan de Tudela; Napangan de Sinacaban; Nueva Vista de Mansguán, Gandaguán y Liboron de  Jiménez; Maramara y Petianan de Bonifacio; de  Panaon los sitios situados en la otra ladera del Rancho de Monte Malindang y el barrio de San Juan; y Sinampongan de Alorán. El ayuntamiento se sitúa en el barrio de Tuno.
El 20 de enero de 1990 el municipio de Don Mariano Marcos cambia su nombre por el de Don Victoriano.